# Bogen (bugt)
 For alternative betydninger, se Bogen. (Se også artikler, som begynder med Bogen)
Bogen er en bugt i Ofotfjorden i Evenes kommune i Nordland fylke i Norge. Den går omtrent 8 kilometer i nordlig retning fra det seks km brede indløb mellem Vollen i vest og Foratangen i øst.
De største bebyggelser langs kystlinjen er landsbyen Liland, ved indløbet i vest, og videre mod nord, bebyggelsen Dragvik før landsbyen Bogen i fjordbunden, og videre mod sydøst bebyggelserne Lenvik, Østervik, Botn og Forra. Skogøya er største ø i bugten.
Europavej E10 går langs nordsiden af Bogen, Fylkesvej 721 på vestsiden mens en lokal vej går fra Lenvik til Forra på østsiden.
Navnet Bogen er norrønt og betyder «bugt», «bog» og «krog».